# Qiantang-floden
Qiantang (kinesisk skrift: 钱塘江; pinyin: Qiántáng Jiāng) er hovedfloden i den kinesiske provins Zhejiang. Før den munder ud i Hangzhoubugten og dermed i det Østkinesiske Hav løber den gennem provinshovedstaden Hangzhou. Flodens øvre løb er kendt under navnet Xin'an Jiang (新安江).
Hele floden er 494 kilometer lang og har et afvandingsområde på 54.349 kvadratkilometer. Meget af hovedløbet og nogle af bifloderne er farbare for skibsfart. Vandføringen er på 1,434 kubikmeter i sekundet.
Floden er kendt for dens springflod. Hangszhoubugten er sådan formet at højvandet skyller op ad floden med tidevandsbølger som i det nedre løb kan være mellem 1,5 til 4,6 meter høje.
Floden hed tidligere Zhe Jiang (浙江) som er oprindelsen til provinsnavnet Zhejiang.